# 安産型
安産型（あんざんがた）は、骨盤が大きく、しっかりとしており、尻の大きい女性の体型。

## 概要
大きな尻は俗に安産型と呼ばれ、男性が本能的に惹かれやすいとされ、安産型を好む意見が存在する。ヒップとウエストが10対7なのが安産型の黄金比率とされる。アフリカ圏では、安産型が好まれるという。
タイ料理、メキシコ料理、赤肉といった性腺を刺激する食材を好む女性は、尻や太もも、二の腕、胸に脂肪が付きやすく、安産型の傾向がある。

## 大衆文化
アニメ化もされた漫画『未確認で進行形』の登場人物、夜ノ森小紅や、コンピュータゲーム『ライザのアトリエ 〜常闇の女王と秘密の隠れ家〜』のライザリン・シュタウトは安産型と呼ばれる。